# Jakob Engel-Schmidt
Jakob Engel-Schmidt (født 24. oktober 1983 i Birkerød) er en dansk politiker. Han blev i 2021 sekretariatsleder for Moderaterne og er fra 2022 medlem af Folketinget for partiet og blev den 15. december 2022 udnævnt til kulturminister i SVM-regeringen. Han var tidligere medlem af Folketinget for partiet Venstre og har været landsformand for Venstres Ungdom

## Baggrund
Jakob Engel-Schmidt blev født i Birkerød den 24. oktober 1983 som søn af pottemager Henrik Schmidt og korrespondent Kirsten Engel Schmidt. Jakob Engel-Schmidt blev matematisk student fra Birkerød Gymnasium i 2002 og senere uddannet som bachelor i international management fra Copenhagen Business School og Anglia Ruskin University i England. I 2010 blev han uddannet cand.merc. i International Business fra CBS i København. Han er reserveofficer i Kongens Artilleriregiment, Sjælsmark.

## Erhvervskarriere
Engel-Schmidt var mellem 2006 og 2009 management assistant hos Mondo A/S og frem til 2011 konsulent hos Dansk Industri. I januar 2012 tiltrådte han som direktør for Dansk Iværksætter Forening, en forening som varetager iværksættere og selvstændiges interesser og udgiver magasinet Iværksætteren, som Engel-Schmidt blev redaktør for. Her var han ansat, indtil han i 2013 indtrådte i Folketinget som afløser for Gitte Lillelund Bech, hvor han sad indtil valget i 2015. Fra 1. september 2015 var han direktør for Niels Brocks erhvervsuddannelser, afbrudt af halvandet år i Folketinget 2016-2017, hvorefter han fortsatte i sit job på Niels Brock.
Den 6. februar 2018 blev det afsløret, at han i juli 2017, kort tid inden han forlod Folketinget, var blevet frakendt kørekortet for at køre bil med kokain i blodet. Dagen efter afsløringen mistede han sin stilling på Niels Brock. Engel-Schmidts udtræden af Folketinget var formelt set en orlov. Hans mandat udløb dermed ved Folketingsvalget 2019. Efterfølgende fratrådte han sin direktørstilling på handelsskolen Niels Brock og stoppede samtidig som paneldeltager i programmet "NEWS & Co." på TV 2 News.
I marts 2019 tiltrådte han som public affairs director hos lobbyvirksomheden Rud Pedersen.

## Politisk karriere
Engel-Schmidt begyndte sin politiske karriere som lokalformand for Venstres Ungdom i Birkerød i 2004. I 2007 var han medforfatter til Venstres Ungepolitik, og i 2008 blev han næstformand i ungdomspartiet. Engel-Schmidt blev medlem af Venstres hovedbestyrelse i november 2008. Han var landsformand for Venstres Ungdom fra september 2009 til november 2011.
Ved Kommunalvalget 2009 stillede han op i Rudersdal Kommune, men opnåede ikke valg. Som ungdomsorganisationens nye formand havde Engel-Schmidt i 2009 kritiseret Dansk Folkepartis (DF) indflydelse i dansk politik og udtalte i den forbindelse, at dette parti havde "indsnævrede holdninger i forhold til en bestemt gruppe mennesker i samfundet". Da DF i 2010 udtalte, at de ville kunne indgå i en regering, kritiserede han partiet igen og sagde: "Jeg vil hellere tabe regeringsmagten end at se Dansk Folkeparti dele ministerbiler med Venstre og De Konservative".
På et opstillingsmøde 7. juni 2010 på Lyngby Rådhus blev Jakob Engel-Schmidt valgt som Venstres folketingskandidat i Lyngbykredsen og modtog efterfølgende 2.234 personlige stemmer ved Folketingsvalget 2011. Det var ikke nok til at få ham i Folketinget, men det gjorde ham til 1. suppleant. Den liberale debattør Jarl Cordua havde før valget anbefalet at stemme på Engel-Schmidt og kaldte ham "en glimrende liberal kandidat".
I begyndelsen af 2013 annoncerede han sit kandidatur til kommunalbestyrelsen i Lyngby-Taarbæk Kommune, hvor den siddende Venstre-borgmester, Søren P. Rasmussen, var i fare for at miste posten. Ved kommunalvalget i oktober samme år lykkedes det Engel-Schmidt at komme i kommunalbestyrelsen, men ikke at undgå, at Venstre tabte borgmesterposten til de Konservatives Sofia Osmani.
Den 15. august 2013 indtrådte han til gengæld i Folketinget som suppleant for Gitte Lillelund Bech, der nedlagde sit mandat for at arbejde som lobbyist. Han blev efterfølgende ordfører for iværksætteri og innovation. Ud over ordførerskabet var han medlem af Beskæftigelsesudvalget, Erhvervs-, Vækst- og Eksportudvalget, Forsvarsudvalget, Ligestillingsudvalget og Udvalget for Udlændinge- og Integrationspolitik. I Folketinget arbejdede Engel-Schmidt blandt andet for at gøre crowdfunding lettere ved at identificere lovmæssige hindringer for aktiecrowdfunding.
I forbindelse med opstillingerne til folketingsvalget i 2015 blev Engel-Schmidt atter valgt til førstesuppleant for Venstre i Københavns Omegns Storkreds, men Venstre gik tilbage og han opnåede ikke valg. Fra den 29. februar 2016 kom han dog igen i Folketinget, idet han denne gang overtog pladsen efter Morten Løkkegaard, der forlod Folketinget for at overtage Ulla Tørnæs' plads i Europa-Parlamentet.
I september 2017 annoncerede Engel-Schmidt, at han ville udtræde af Folketinget for at vende tilbage til en direktørstilling på Niels Brock, og hans folketingsmandat blev d. 1. oktober 2017 overtaget af Mads Fuglede.
I april 2021 blev Engel-Schmidt ansat som sekretariatsleder for Lars Løkke Rasmussens politiske netværk, Det Politiske Mødested, som var forløberen for partiet Moderaterne. Han blev i 2022 politisk chef for Moderaterne og partiets spidskandidat til Folketinget i Nordsjællands Storkreds.
Ved Folketingsvalget 2022 blev han valgt med 4.252 personlige stemmer. Ved den følgende regeringsudnævnelse blev han kulturminister.

## Andet
Jakob Engel-Schmidt har været flittig brugt af medierne og har jævnligt deltaget i debatudsendelser på DR, TV 2 og regional-tv. Han har desuden blogget for avisen Politiken under titlen "Øretævernes holdeplads". I et blogindlæg fra april 2014 kritiserede han Israels besættelse af Vestbredden og skrev, at forholdene mindede "om det sydafrikanske apartheid-regime". Dette skabte debat, også internationalt, og Venstres top ved partiets politiske ordfører Inger Støjberg tog skarpt afstand fra sammenligningen.
I 2009 var han medlem af Tipsudvalget under Dansk Ungdoms Fællesråd, og han har været bestyrelsesmedlem i Danish Institute for Parties and Democracy.
Engel-Schmidt har desuden markeret sig som glødende fan af Lyngby Boldklub og brugte mange kræfter på at argumentere for et nyt privatfinansieret stadionprojekt under kommunalvalget 2013.[kilde mangler]
Efter han havde afsløret tre arabisk udseende tyve, blev Engel-Schmidt i slutningen af januar 2013 truet ved DøgnNetto i Birkerød og måtte flygte ind i forretningen og tilkalde politiet. Han anmeldte efterfølgende de tre for trusler og tyveri.
I Juli 2017 blev Jakob Engel-Schmidt stoppet med Kokain i blodet, og valgte umiddelbart efter at stoppe i politik til fordel for et job som direktør for uddannelsesinstitutionen Niels Brock. Episoden blev offentlig kendt i 2018. Jakob Engel-Schmidt har efterfølgende selv åbent fortalt om episoden og holdt stribevis af foredrag. 